# Villa Flóra
Le villa Flóra (en hongrois : Flóra-villa) est un édifice situé dans le 12e arrondissement de Budapest.